# 卡沃 (奥德省)
卡沃（法語：Caves，法語發音：[kav] ⓘ）是法国奥德省的一个市镇，属于纳博讷区。

## 地理
卡沃（42°55'52"N, 2°58'35"E）面积9.13 平方千米，位于法国奧克西塔尼大區奥德省，该省份为法国南部沿海省份，北起塔恩省，西北接上加龙省，西接阿列日省，南至东比利牛斯省，东临地中海，东北与埃罗省接壤。
与卡沃接壤的市镇（或旧市镇、城区）包括：弗亚、菲图、拉帕尔姆、勒卡特、特雷耶。

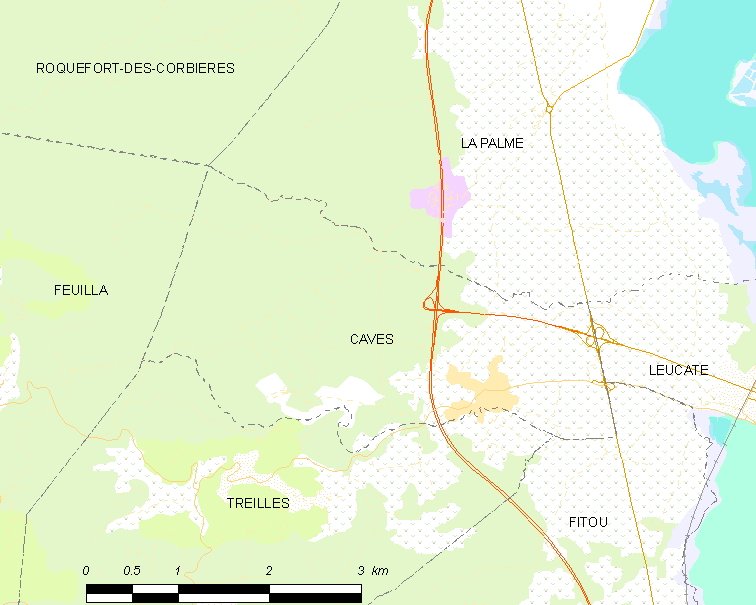
的OSM定位图

卡沃的时区为UTC+01:00、UTC+02:00（夏令时）。

## 行政
卡沃的邮政编码为11510，INSEE市镇编码为11086。

## 政治
卡沃所属的省级选区为地中海科比耶尔县。

## 人口

1962-2008年间人口变化图示

卡沃于2022年1月1日时的人口数量为879人。